# Žakovo
Žakovo (cyr. Жаково) – wieś w Bośni i Hercegowinie, w Republice Serbskiej, w mieście Trebinje. W 2013 roku liczyła 50 mieszkańców.